# Matelea callejasii
Matelea callejasii är en oleanderväxtart som beskrevs av Morillo. Matelea callejasii ingår i släktet Matelea och familjen oleanderväxter. Inga underarter finns listade i Catalogue of Life.